# Viljami Juusola
Viljami Juusola, född 19 april 2003 i Kyrkslätt, är en finländsk professionell ishockeyspelare (back) som från och med säsongen 2024/2025 spelar för Oulun Kärpät i finska Liiga.